# High Fidelity (série télévisée)
Cet article concerne l'adaptation télévisée. Pour le roman original, voir Haute Fidélité. Pour l'adaptation cinématographique, voir High Fidelity (film).
High Fidelity est une série télévisée américaine en dix épisodes de 26 à 34 minutes, développée par Veronica West et Sarah Kucserka, et diffusée intégralement le 14 février 2020 sur le service Hulu.
Il s'agit d'une adaptation du roman Haute Fidélité de l'auteur britannique Nick Hornby, déjà adapté au cinéma dans les années 2000.
En France, la série a été diffusée entre le 10 septembre et le 12 novembre 2020 sur le service StarzPlay. En Belgique, elle a été diffusée sur StarzPlay ainsi que sur le service Disney+, via la chaîne virtuelle Star, depuis le 4 avril 2021. Elle reste pour le moment inédite dans tous les autres pays francophones.

## Synopsis
Robyn Brooks alias « Rob » est la responsable d'un magasin de disques qui réside dans le quartier de Crown Heights à Brooklyn. Obsédée par la culture populaire, Robyn voit la musique comme un moyen de mieux vivre son quotidien et d'affronter sa vie sentimentale chaotique, notamment depuis sa rupture avec Mac, son petit ami qui était sur le point de la demander en fiançailles.
Pour cela, elle fait toute sortes de playlist et des « Top 5 » pour se remémorer différentes étapes de sa vie et brise le quatrième mur tout au long des épisodes pour évoquer ses souvenirs et ses ressentis.

## Distribution

### Acteurs principaux
- Zoë Kravitz (VF : Olivia Luccioni) : Robyn « Rob » Brooks
- Jake Lacy : Clyde
- Da'Vine Joy Randolph : Cherise
- David H. Holmes : Simon Miller

### Acteurs récurrents
- Kingsley Ben-Adir : Russell « Mac » McCormack
- Rainbow Sun Francks : Cameron Brooks
- Nadine Malouf (VF : Sandrine Moaligou) : Nikki Brooks
- Edmund Donovan : Blake

### Invités spéciaux
Note : Seuls les acteurs / artistes invités et crédités en tant que Special Guest Star sont listés ici.
- Debbie Harry : elle-même (épisode 3)
- Parker Posey : Noreen Parker (épisode 5)
- Jack Antonoff : lui-même (épisode 6)

 Source et légende : version française (VF) sur RS Doublage

## Production

### Développement
En avril 2018, Disney annonce le développement d'une adaptation télévisée du roman Haute Fidélité, dont le studio dispose des droits depuis l'adaptation cinématographique qu'il a produit via sa filiale Touchstone Pictures en 2000. Le projet est alors destiné au futur service de streaming du studio, Disney+, et sera produit via sa filiale ABC Signature Studios.
En septembre 2018, Disney+ commande une première saison de dix épisodes prévue pour son lancement. Néanmoins, en avril 2019, à la suite du rachat de 20th Century Studios, le studio hérite de la majorité du service de streaming Hulu. Il est alors décidé que Disney+ se concentrera sur des programmes jeunesses et amiliaux, tandis que Hulu diffusera les productions plus matures, dont High Fidelity fait partie.
En août 2020, Hulu annonce l'annulation de la série, quelques mois après la diffusion de son unique saison.

### Distributions des rôles
Lors de la commande de la série par Disney+, le service annonce la présence de Zoë Kravitz à la distribution. L'actrice interprétera une version féminine du héros du roman.
Par la suite, Jake Lacy rejoint la distribution principale, suivie par Da'Vine Joy Randolph et David H. Holmes. Le même mois, Kingsley Ben-Adir signe pour un rôle récurrent.

### Tournage
Le tournage de la série se déroule à New York, principalement dans l'arrondissement de Brooklyn.

## Épisodes
1. Top 5 des ruptures (Top Five Heartbreaks)
2. La Playlist (Track 2)
3. C'est qui cette Lily ? (What F*cking Lily Girl?)
4. Au revoir et bonne chance (Good Luck and Goodbye)
5. Collection à vendre (Uptown)
6. Un rêve qui se réalise (Weird...But Warm)
7. Fête d'adieu (Me Time)
8. La Ballade du loser solitaire (Ballad of the Lonesome Loser)
9. Anniversaire solitaire (Fun Rob)
10. La Face cachée du Rock (The Other Side of the Rock)

## Accueil

### Critiques
La première et unique saison de la série a reçu des critiques généralement positives sur Rotten Tomatoes, recueillant 85 % de critiques positives, avec une note moyenne de 7,73/10 sur la base de 65 critiques collectées, lui permettant d'obtenir le statut « Frais », le certificat de qualité du site. Le consensus critique établi résume que « bien qu'elle propose un rythme différent », la série apporte « une vision fraiche » de l'histoire familière de Haute Fidélité. Pour le site, la saison est « chargé d'emotion ce qui permet de donner à Zoë Kravitz une chance de briller ».
Sur Metacritic, la saison obtient une note de 79/100 basée sur 28 critiques collectées.